# Lucca Comics & Games
Lucca Comics & Games és una festival dedicat al còmic i al món del joc que es celebra a la ciutat italiana de Lucca a finals d'octubre coincidint amb el dia de Tots Sants. És el festival de còmics més gran d'Europa i el segon més gran del món després del Comiket de Kōtō.

## Història
El Salone Internazionale del Comics va ser creat per Rinaldo Traini, Romano Calisi i Claude Moliterni el 1965 a Bordighera. El 1966 es va traslladar a una plaça del centre de Lucca i, amb els anys, va anar creixent en grandària i importància.

A partir del 1977 els problemes de finançament va reduir la freqüència del festival a cada dos anys. A la dècada del 1980 el festival es va traslladar a un poliesportiu als afores de Lucca, on va romandre fins al 1992. El 1996 va canviar el seu nom a Lucca Comics & Games.

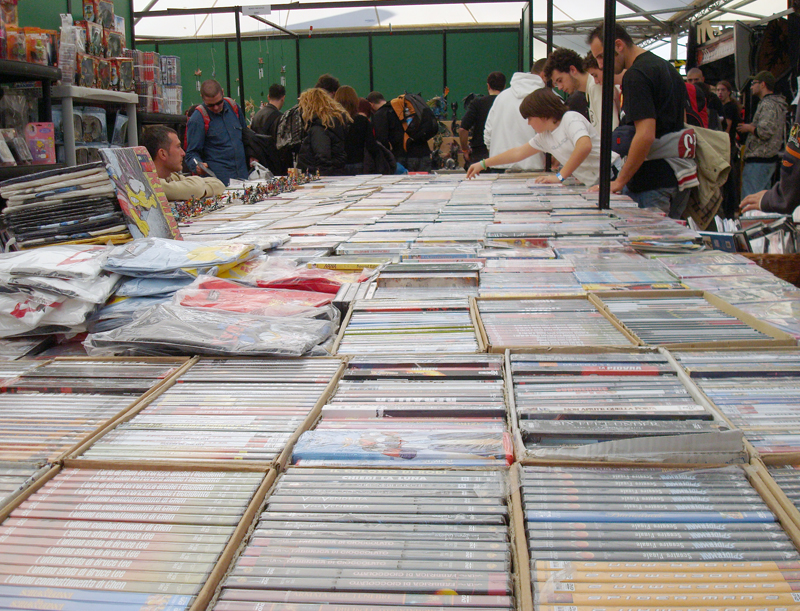
Interior d'un pavelló

Mentrestant, el Salone internazionale del Comics es va celebrar a Roma del 1995 al 2005. El 2006, amb motiu del 40è aniversari del festival, el Salone es va fusionar amb el Lucca Comics & Games i es va traslladar de nou al centre de la ciutat de Lucca, amb estands i pavellons disposats en diferents llocs dins i fora de les muralles de la ciutat medieval. El 2022 el festival va vendre 319.926 entrades, superant el rècord establert el 2016 quan havia atret 270.000 assistents.

## Premi Gran Guinigi
- 1969: Hugo Pratt, per Una ballata del mare salato[4]
- 1975: Dan O'Neill per a The Penny-Ante Republican[5]
- 1978: Carlos Trillo[6]
- 1986: Bill Sienkiewicz[7][8]
- 1990: Massimo Rotundo
- 2001: Aldo Di Gennaro
- 2005: Grazia Nidasio
- 2006: Gino D'Antonio
- 2007: Sergio Toppi
- 2008: Vittorio Giardino
- 2009: Robert Crumb
- 2010: Jirō Taniguchi
- 2011: Enrique Breccia
- 2012: Hermann Huppen
- 2013: Silver (Guido Silvestri)
- 2014: Gipi
- 2015: Alfredo Castelli
- 2016: Albert Uderzo
- 2017: José Muñoz
- 2018: Leiji Matsumoto
- 2019: Chris Claremont